# اچ‌ام‌اس عربیس (کی۷۳)
اچ‌ام‌اس عربیس (کی۷۳) (به انگلیسی: HMS Arabis (K73)) یک کشتی است که طول آن ۲۰۵ فوت (۶۲ متر) می‌باشد. این کشتی در سال ۱۹۴۰ ساخته شد.